# بيلي بلومفيلد
بيلي بلومفيلد (بالإنجليزية: Billy Bloomfield)‏ (25 أغسطس 1939 في المملكة المتحدة - 1 سبتمبر 2003 في المملكة المتحدة) هو لاعب كرة قدم بريطاني في مركز مهاجم داخلي. لعب مع نادي برينتفورد.